# Hammann (Schiff, 1939)
Die USS Hammann (Kennung: DD-412) war ein US-amerikanischer Zerstörer der Sims-Klasse, der im Pazifikkrieg eingesetzt wurde. Die Kiellegung war am 17. Januar 1938 auf der Federal Shipbuilding and Drydock Company-Werft in Kearny. Der Stapellauf fand am 4. Februar 1939 statt, die Indienststellung am 11. August 1939.

## Schlacht im Korallenmeer
Im Zweiten Weltkrieg war sie in der Schlacht im Korallenmeer als Eskorte des Flugzeugträgers Lexington am 8. Mai 1942 eingesetzt. Die Schlacht war die erste Trägerschlacht der Geschichte, wobei alle entscheidenden Kampfhandlungen ausschließlich mit Flugzeugen ausgetragen wurden.
Während der japanischen Luftangriffe schirmte USS Hammann den Flugzeugträger ab und feuerte mit ihren Geschützen auf japanische Torpedoflugzeuge. Gerade als sich die Torpedoflugzeuge zurückzogen, erschienen Sturzkampfbomber, von denen einer eine Bombe knapp 200 m vor Hammanns Steuerbordbug explodieren ließ. Die USS Lexington hatte zwei verheerende Torpedotreffer an Backbord erhalten und später zwei Bombentreffer. Die Bombentreffer lösten an Bord mehrere schwere Feuer aus. Das Schiff bekam Schlagseite nach Steuerbord. Gegen ein Uhr mittags waren die Feuer scheinbar unter Kontrolle gebracht und die USS Lexington begann wieder mit Flugoperationen, um wieder Flugzeuge an Bord zu nehmen. Kurze Zeit später erschütterte jedoch eine schwere Explosion den Träger, Treibstoffdämpfe hatten sich an einem Schwelbrand entzündet. Die nun ausbrechenden Feuer gerieten schnell außer Kontrolle und um 15:58 Uhr befahl Captain Sherman, dass sich alle Besatzungsmitglieder auf dem Flugdeck versammeln sollten. Als der Befehl zum Verlassen des Schiffes gegeben wurde, standen die Zerstörer USS Hammann, USS Morris und USS Anderson bereit die Überlebenden aufzunehmen. Der Träger war so schwer beschädigt, dass er dann von dem Zerstörer USS Phelps torpediert werden musste. Die  USS Hammann rettete dabei fast 500 Mann der Besatzung.

## Versenkung

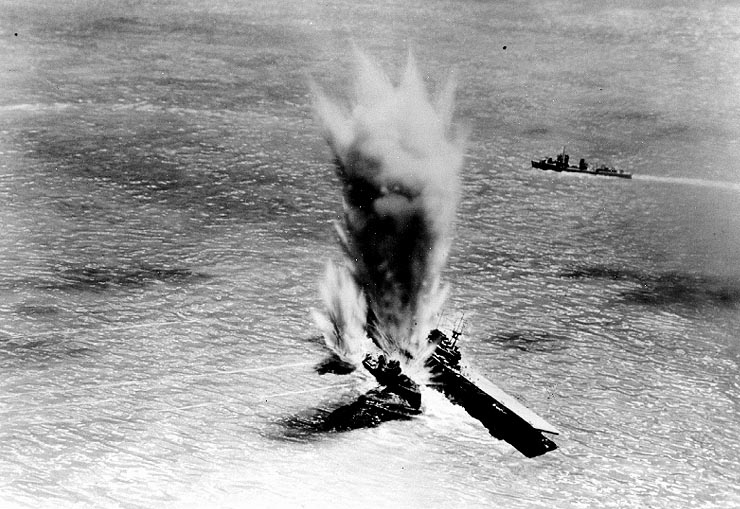
Diorama der Torpedierung der Hammann gleichzeitig mit der Yorktown in der Schlacht um Midway

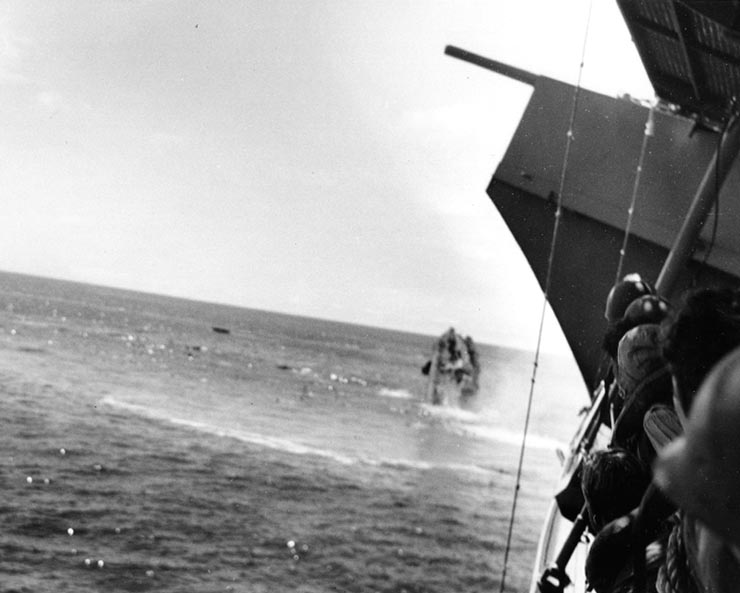
Die Hammann sinkt (Blick von der Yorktown)

In der Schlacht um Midway war das Schiff der Kampfgruppe um den Flugzeugträger Yorktown zugeteilt. Nachdem dieser am 6. Juni 1942 durch zwei Lufttorpedos schwer beschädigt worden war, leistete der Zerstörer wiederum Hilfe. Dazu ging das Schiff bei dem Träger längsseits. Das japanische U-Boot I-168 näherte sich getaucht und schoss vier Torpedos auf die Yorktown ab. Während zwei ihr Ziel verfehlten und der dritte der Yorktown den Fangschuss gab, traf einer der Torpedos die Hammann. Kurz darauf explodierten die Wasserbomben der Hammann. Rettungsinseln wurden herabgelassen und die Rettungsbemühungen der umliegenden Schiffe begannen. Die Hammann sank, mit dem Bug voran, in nur vier Minuten. Nach dem Untergang kam es zu einer heftigen Unterwasserexplosion, deren Ursache wahrscheinlich die Wasserbomben und Torpedos des Zerstörers waren. Die Explosion verursachte viele Tote im Wasser, so dass die Zahl der Todesopfer auf 80 stieg. Überlebende wurden an Bord der Zerstörer Benham und Balch gebracht.
Der Kapitän der USS Hammann, Commander Arnold True, wurde mit dem Navy Cross und einer Navy Distinguished Service Medal für seine Leistungen während des Kommandos der USS Hammann im Korallenmeer und bei Midway ausgezeichnet. Die Hammann erhielt auch zwei Battle Stars für ihren Dienst im Zweiten Weltkrieg.